# Jac Nellemann
Jacob „Jac“ Nellemann (* 19. April 1944 in Kopenhagen) ist ein ehemaliger dänischer Autorennfahrer.

## Karriere
Nellemann startete zwischen 1968 und 1978 in der Formel 3 und wurde zweimal dänischer Formel-3-Meister; 1976 auf einem GRD 374 Toyota Novamotor und 1977 mit einem ebenfalls Toyota Novamotor befeuerten Modus M1-Chassis. Weitere nationale Titel errang er in der nationalen Tourenwagen- und Formel-Ford-Szene. Daneben startete Nellemann auch in der europäischen, der deutschen, der britischen, der schwedischen, der französischen und der internationalen  Formel-3-Meisterschaft sowie in seinem letzten Jahr auch in der europäischen Tourenwagen-Meisterschaft.
1976 einigte er sich mit dem RAM-Racing-Team auf einen Einsatz beim Grand Prix von Schweden. An den Start ging er zunächst mit einem Brabham BT42. Nach Problemen mit dem Auto stieg er in der Qualifikation auf einen Brabham BT44B um. Er konnte sich letztlich jedoch nicht für das Formel-1-Rennen qualifizieren.
Danach trat Nellemann sporadisch bei historischen Rennevents an und ist Mitveranstalter des Copenhagen Historic Grand Prix.

## Beruflich
Er gründete die Zeitung Den Blå Avis 1981 zusammen mit Karsten Ree.
Nellemann leitet seit vielen Jahren das Autohaus Nellemann A/S, das er von seinem Vater Sofus Nellemann übernommen hat, der seinerseits das Geschäft von seinem Vater Vilhelm Nellemann, dem Gründer der Nellemann-Gruppe, erhalten hatte. 

## Familie
Auch sein Vater und sein Großvater waren im Autorennsport aktiv, sein Onkel Robert Nellemann war achtfacher dänischer Formel-3-Meister.